# Димитър Мететелов
Димитър Григоров Мететелов е български офицер, генерал-майор и военен юрист, офицер от Сръбско-българската (1885), Балканската (1912 – 1913) и Междусъюзническата война (1913), председател на Софийския и на Пловдивския военен съд, началник на Военно-съдебната част и Главен военен прокурор.

## Биография
Димитър Мететелов е роден през 1858 г. в с. Камчик, Руска империя. През 1881 г. завършва Второ Константиновско военно училище в Санкт Петербург, Руска империя и на 30 декември е произведен в чин подпоручик. Първоначално служи в 1-ва сапьорна рота, след което в Артилерийския полк, който през 1883 г. е преименуван на 2-ри артилерийски полк. На 30 август 1883 е произведен в чин поручик. През 1884 г., като поручик от 2-ри артилерийски полк е командирован за обучение в Александровската военноюридическа академия в Санкт Петербург, Руска империя, но през 1885 г. поради мобилизацията за Сръбско-българската война (1885) се завръща в България. Взема участие във войната и на 24 март 1886 г. е произведен в чин капитан. През 1896 г. е произведен в чин майор. Продължава обучението си в Александровската военноюридическа академия и през 1900 г. се дипломира.
На 2 май 1902 г. е произведен в чин подполковник, а на 19 септември 1906 г. в чин полковник. През 1911 г. излиза от печат книгата му „Лев Толстой и неговото учение“. Взема участие в Балканската (1912 – 1913) и Междусъюзническата война (1913) през които полковник Мететелов е помощник-главен прокурор, след които на 14 февруари 1914 г. е произведен в чин генерал-майор. От 1913 г. е Главен военен прокурор. Уволнен е от служба на 11 октомври 1915 г., след което е уволнен и през 1921 година.
По време на военната си кариера служи в 62-ри пехотен полк, 40-и пехотен беломорски полк, 39-и пехотен солунски полк и в 11-и пехотен сливенски полк. Председател е на Софийския военен съд и на Пловдивския военен съд. Служи и като началник на Военно-съдебната част.
Генерал-майор Димитър Мететелов умира на 18 август 1932 година.

## Военни звания
- Подпоручик (30 декември 1881)
- Поручик (30 август 1883)
- Капитан (24 март 1886)
- Майор (1896)
- Подполковник (2 май 1902)
- Полковник (19 септември 1906)
- Генерал-майор (14 февруари 1914)

## Образование
- Второ Константиновско военно училище, Санкт Петербург, Руска империя (до 1881)
- Александровска военноюридическа академия, Санкт Петербург, Руска империя (1884 – 1885, неизв. – 1900)